# 이이 나오스케
이이 나오스케(일본어: 井伊直弼, 음력 1815년 10월 29일 ~ 음력 1860년 3월 3일)는 오미 히코네번의 제15대 번주이자 에도 막부의 다이로이다.

## 유년
1815년 11월 29일 히코네번주 이이 나오나카(井伊直中)의 14번째 아들로 태어났다. 14남이라는 위치, 한미한 생모의 신분 등으로 후계자가 될 가능성이 희박한 탓에 어린 나이에 집안의 후원을 받는 절로 보내졌다.
17세부터 400석의 한직을 맡아 15년간 은둔자에 가까운 생활을 하는 동안 13명의 형들이 대부분 죽거나 다른 집안에 양자로 가는 바람에 후계자 후보가 되었다.

## 다이로 취임
나오스케의 형이자 14대 번주 이이 나오아키의 아들이 죽자 나오스케는 나오아키의 양자가 되었고, 1850년 제15대 번주가 되었다. 1853년 매튜 C. 페리 제독이 함대를 이끌고 일본에 찾아오자 개국 여부를 둘러싸고 막부 중신 및 다이묘들 사이에 의견대립이 생겨나고, 쇼군 도쿠가와 이에사다가 취임하자 그의 후계자 문제까지 겹쳐 양이파와 개국파의 대립은 극심한 지경에 이르게 된다.
1858년 에도 막부의 비정기 최고직인 다이로에 취임하였고, 당시 천황의 승인을 받지 못해 계류중이던 미·일 수호 통상조약을 독단적으로 처리하였다.
또한, 쇼군의 후계자 분쟁에서도 기슈번주 도쿠가와 요시토미를 추천한 난키파의 손을 들어주고 그에 반발하던 히토쓰바시파를 숙청하는 사건, 이른바 안세이 대옥을 일으키게 된다.
이러한 강압정책은 여러 사람의 불만을 샀고, 특히 전 미토번주 도쿠가와 나리아키가 가택연금당한 것에 원한을 품은 미토 번 출신 로닌들에게 사쿠라다 문 밖의 변 당시 암살당했다.

## 저서
- 茶湯一会集・閑夜茶話 : 다도에 관한 책

## 같이 보기
- 히코냥

| 전임 이이 나오아키 | 제15대 히코네번 번주 1850년 ~ 1860년 | 후임 이이 나오노리 |